# Тбилисоба
Тбилисоба (груз. თბილისობა) — ежегодный общенародный праздник, посвящённый сбору урожая и городу Тбилиси, который традиционно отмечается в столице Грузии в первые выходные октября. В это время в городе устраиваются ярмарки, шествия, концерты и спортивные мероприятия. Также проходит награждение выдающихся деятелей искусства и спорта званием «Почётный гражданин Тбилиси».
Впервые праздник состоялся 28 октября 1979 года, и с тех пор отмечается ежегодно, за исключением периода политической нестабильности начала 1990-х годов.
В начале 2010-х праздник как фестиваль грузинской культуры начали отмечать также в некоторых странах бывшего СССР: в России, Белоруссии, Украине. Например, в Москве в октябре 2016 года он отмечался уже шестой раз подряд.

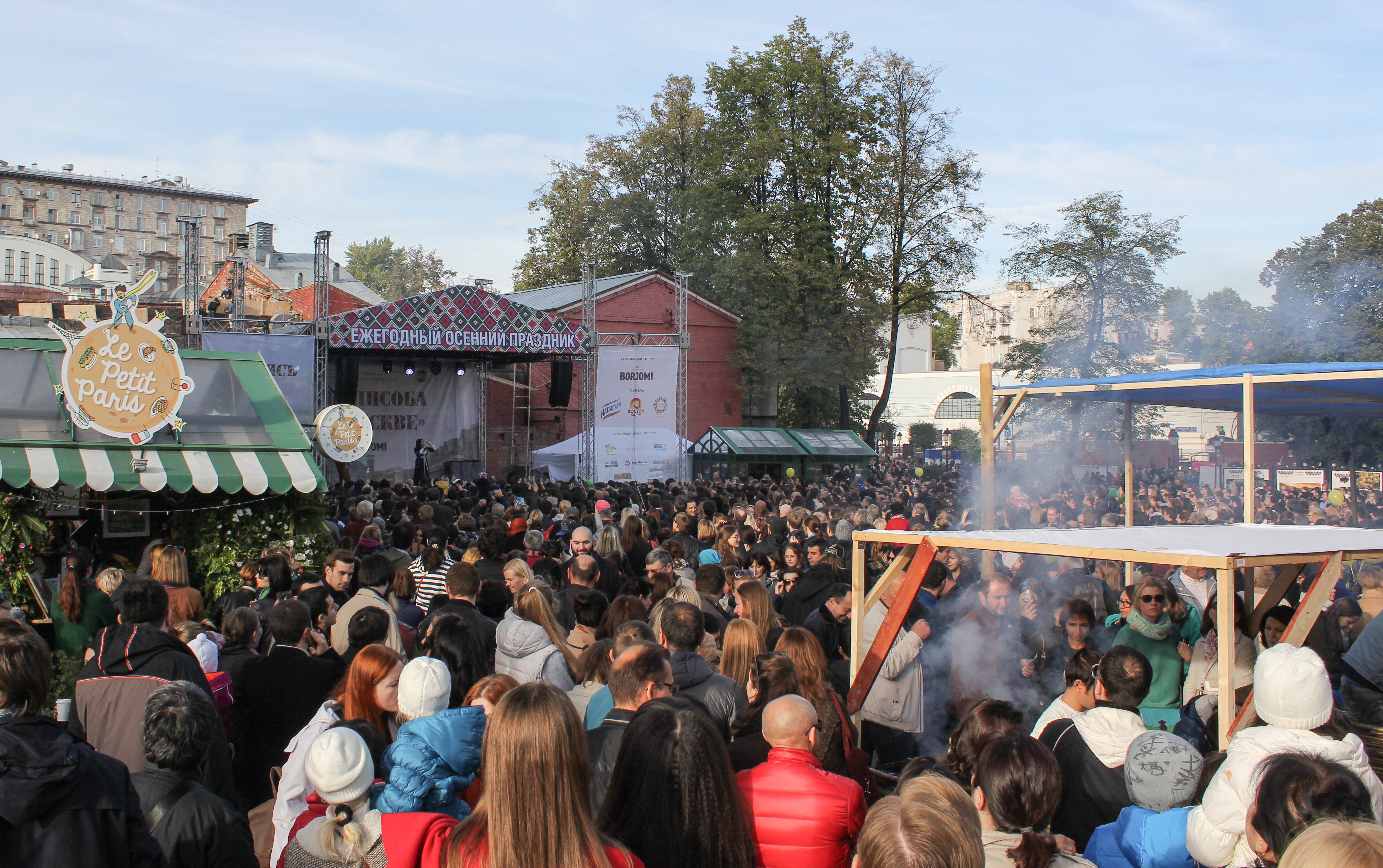
Празднование Тбилисобы в Москве в 2015 году
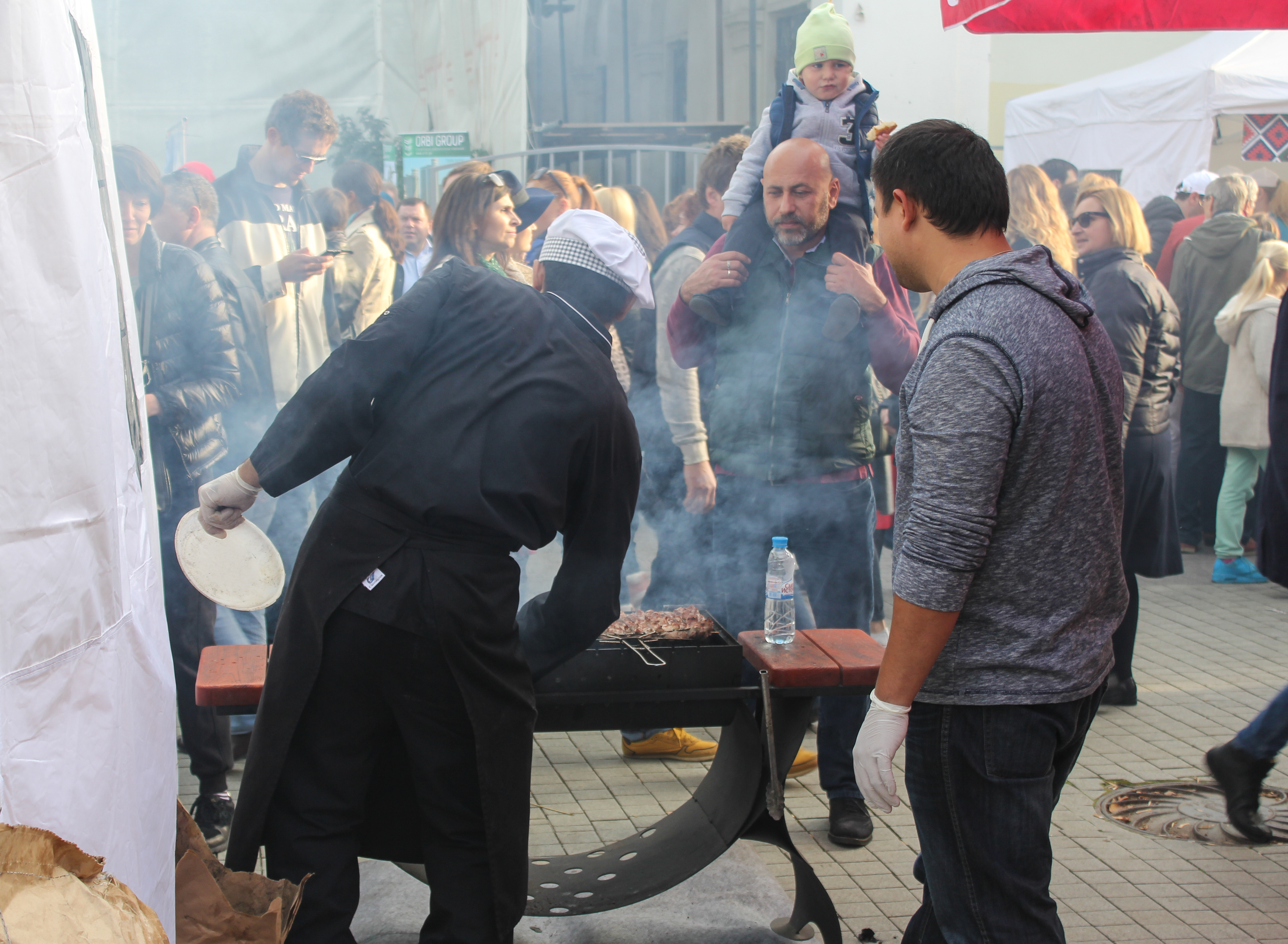
Празднование Тбилисобы в Москве в 2015 году
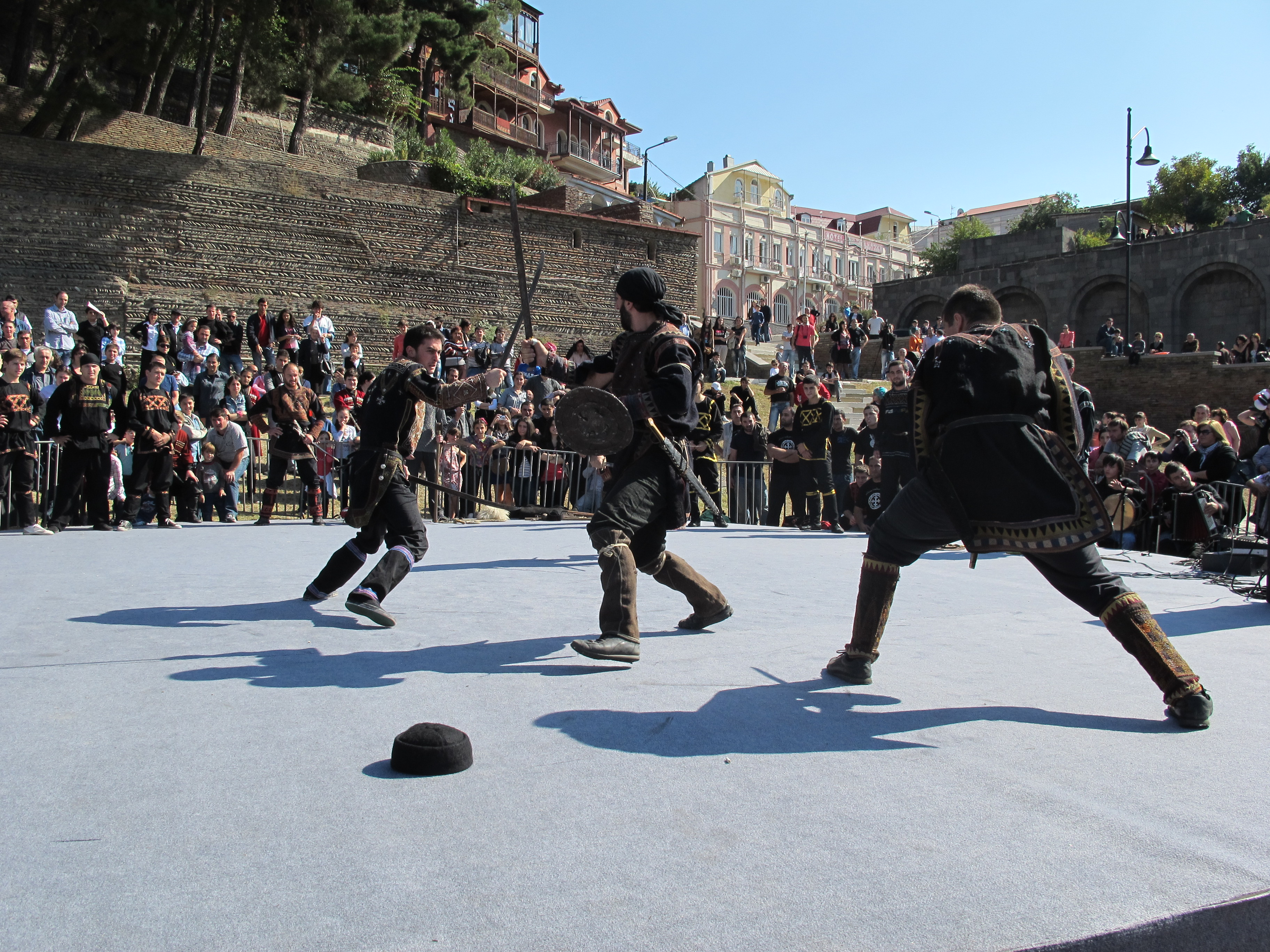
Празднование Тбилисобы в Тбилиси в 2011 году
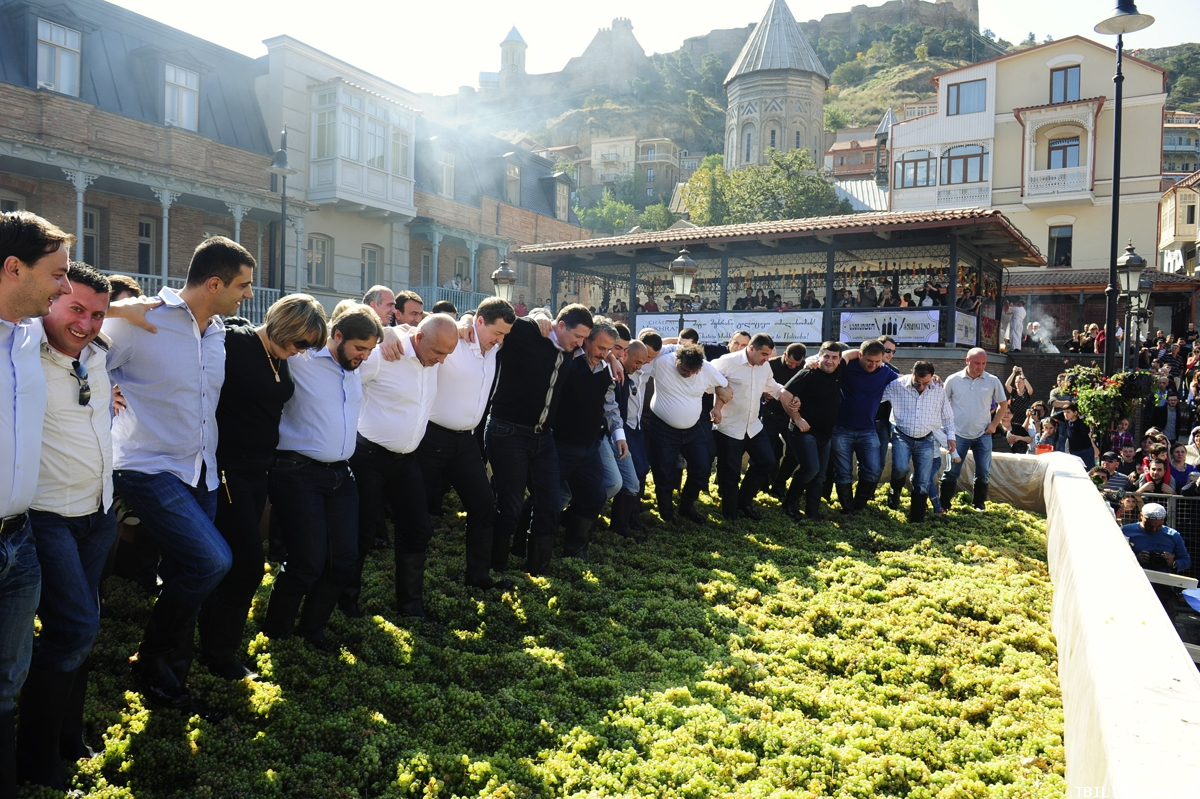
Празднование Тбилисобы в Тбилиси в 2013 году